# France aux Jeux paralympiques d'été de 2008
La France a participé aux Jeux paralympiques d'été de 2008 à Pékin. Elle était représentée par 119 athlètes, qui prenaient part à treize catégories sportives : athlétisme, aviron, cyclisme, équitation, escrime, force athlétique, judo, natation, tennis de table, tennis, tir, tir à l'arc et voile. Le porte-drapeau de la France lors de la cérémonie d'ouverture a été Assia El Hannouni, quadruple médaille d'or en athlétisme aux Jeux de 2004 à Athènes. Vingt-six français(e)s participaient aux épreuves d'athlétisme, et treize aux épreuves de natation.
Robert Citerne, escrimeur français, participait aux Jeux paralympiques pour la sixième fois. Parmi les représentants français en tennis de table, Bernard Penaud, Émeric Martin, Florian Merrien.

## Bilan général
| Place | Sport                      |    |    |    | Total |
| 1     | Tennis de table            | 4  | 3  | 5  | 12    |
| 2     | Athlétisme                 | 3  | 5  | 6  | 14    |
| 3     | Natation                   | 2  | 4  | 0  | 6     |
| 4     | Escrime                    | 1  | 1  | 0  | 2     |
| 5     | Cyclisme                   | 1  | 1  | 2  | 4     |
| 6     | Tennis en fauteuil roulant | 1  | 0  | 2  | 3     |
| 7     | Judo                       | 0  | 2  | 3  | 5     |
| 8     | Tir                        | 0  | 2  | 0  | 2     |
| 8     | Voile                      | 0  | 2  | 0  | 2     |
| 10    | Tir à l'arc                | 0  | 1  | 0  | 1     |
| 11    | Force athlétique           | 0  | 0  | 1  | 1     |
| Total | Total                      | 12 | 21 | 19 | 52    |

## Médaillés

### Médailles d’or
| Sport               | Discipline                                   | Sportifs                                         | Performance    |
| Médailles d’or : 12 |                                              |                                                  |                |
| Athlétisme          | Hommes Saut en longueur F46                  | Arnaud Assoumani                                 | 7,23 m (RM)    |
| Athlétisme          | Femmes 200 mètres T12                        | Assia El Hannouni                                | 24 s 84 (RM)   |
| Athlétisme          | Femmes 400 mètres T12                        | Assia El Hannouni                                | 55 s 06        |
| Cyclisme            | Hommes Course contre la montre sur route LC3 | Laurent Thirionet                                | 38 min 00 s 31 |
| Escrime             | Hommes Sabre individuel B                    | Laurent François                                 | 15 - 9         |
| Natation            | Hommes 50 m libre S4                         | David Smétanine                                  | 37 s 89        |
| Natation            | Hommes 100m libre S4                         | David Smétanine                                  | 1 min 24 s 47  |
| Tennis en fauteuil  | Double masculin                              | Stéphane Houdet Michaël Jeremiasz                | 2 - 0          |
| Tennis de table     | Hommes Classe 2                              | Vincent Boury                                    | 3 - 0          |
| Tennis de table     | Hommes Classe 4/5                            | Christophe Durand                                | 3 - 2          |
| Tennis de table     | Femmes Classe 8                              | Thu Kamkasomphou                                 | 3 - 0          |
| Tennis de table     | Equipe masculine Classe 3                    | Yann Guilhem Florian Merrien Jean-Philippe Robin | 3 - 1          |

### Médailles d’argent
| Sport                   | Discipline                          | Sportifs                                                            | Performance        |
| Médailles d’argent : 21 |                                     |                                                                     |                    |
| Athlétisme              | Femmes 100 m T44                    | Marie-Amélie Le Fur                                                 | 13 s 73            |
| Athlétisme              | Femmes 200 m T13                    | Nantenin Kaita                                                      | 25 s 51            |
| Athlétisme              | Femmes 800 m T12/13                 | Assia El Hannouni,                                                  | 2 min 04 s 96 (RM) |
| Athlétisme              | Femmes 1 500 m T13                  | Assia El Hannouni                                                   | 4 min 19 s 20      |
| Athlétisme              | Femmes Saut en longueur F44         | Marie-Amélie Le Fur,                                                | 4,71 m             |
| Cyclisme                | Hommes Course sur route LC1-2/CP4   | David Mercier                                                       | 1 min 46 s 03      |
| Escrime                 | Hommes Fleuret individuel B         | Laurent François                                                    | 8 - 15             |
| Judo                    | Hommes - 81 kg                      | Cyril Jonard                                                        | 0 - 10             |
| Judo                    | Femmes - 52 kg                      | Sandrine Martinet-Aurières                                          | S                  |
| Natation                | Hommes 50 m dos S4                  | David Smétanine,                                                    | 48 s 66            |
| Natation                | Hommes 200 m libre S4               | David Smétanine,                                                    | 3 min 04 s 47      |
| Natation                | Femmes 100 m brasse SB 5            | Rachel Lardière                                                     | 1 min 56 s 73      |
| Natation                | Femmes 200 m medley individuel SM10 | Élodie Lorandi                                                      | 2 min 39 s 28      |
| Tennis de table         | Hommes Classe 2                     | Stéphane Molliens                                                   | 0 - 3              |
| Tennis de table         | Hommes Classe 3                     | Jean-Philippe Robin                                                 | 0 - 3              |
| Tennis de table         | Equipe masculine Classes 1-2        | Vincent Boury Jean-Francois Ducay Damien Mennella Stéphane Molliens | 0 - 3              |
| Tir                     | Carabine 10 m mixte couché R5 SH2   | Raphaël Voltz,                                                      | 705.1              |
| Tir                     | Carabine 10 m mixte debout R4 SH2   | Raphaël Voltz                                                       | 598                |
| Tir à l'arc             | Hommes individuel                   | Fabrice Meunier                                                     | 90 - 94            |
| Voile                   | Hommes 1 personne                   | Damien Seguin                                                       | 25.0               |
| Voile                   | Hommes 3 personnes Sonar            | Bruno Jourdren Herve Larhant Nicolas Vimont-Vicary                  | 36.0               |

### Médailles de bronze
| Sport                    | Discipline                                 | Sportifs                                                                | Performance    |
| Médailles de bronze : 19 |                                            |                                                                         |                |
| Athlétisme               | Hommes 100 m T11                           | Trésor Gauthier Makunda,                                                | 11 s 46        |
| Athlétisme               | Hommes 800 m T37                           | Djamel Mastouri                                                         | 2 min 03 s 04  |
| Athlétisme               | Equipe masculine 4 x 100 m T11-13          | Stéphane Bozzolo Pasquale Gallo Trésor Gauthier Makunda Ronan Pallier   | 44 s 49        |
| Athlétisme               | Equipe masculine 4 x 400 m T53-54          | Julien Casoli Pierre Fairbank Alain Fuss Denis Lemeunier                | 3 min 17 s 93  |
| Athlétisme               | Hommes Lancer de javelot F33/34/52         | Jean-Pierre Talatini                                                    | 1169           |
| Athlétisme               | Femmes 400 m T13                           | Nantenin Kaita                                                          | 56 s 28        |
| Cyclisme                 | Hommes Course contre la montre vélo à main | Alain Quittet                                                           | 31 min 17 s 72 |
| Cyclisme                 | Equipe masculine Course sur route VI 1-3   | Olivier Donval John Saccomandi                                          | 2 min 14 s 49  |
| Force athlétique         | Femmes - 48 kg                             | Souhad Ghazouani                                                        | 112,5 kg       |
| Judo                     | Hommes - 90 kg                             | Olivier Cugnon de Sevricourt                                            | 1 - 1100       |
| Judo                     | Hommes +100 kg                             | Julien Taurines                                                         | 0 - 1000       |
| Judo                     | Femmes - 63 kg                             | Angélique Quessandier                                                   | 0 - 200        |
| Tennis en fauteuil       | Femmes individuel                          | Florence Gravellier                                                     | 0 - 2          |
| Tennis en fauteuil       | Equipe féminine                            | Florence Gravellier Arlette Racineux                                    | 2 - 1          |
| Tennis de table          | Equipe masculine 4-5                       | Christophe Durand Emeric Martin Maxime Thomas                           | 3 - 0          |
| Tennis de table          | Equipe masculine 6-8                       | Stéphane Messi Alain Pichon François Serignat                           | 3 - 2          |
| Tennis de table          | Equipe masculine 9-10                      | Gilles de la Bourdonnaye Jérémy Rousseau Christophe Rozier              | 3 - 1          |
| Tennis de table          | Equipe féminine 1-3                        | Fanny Bertrand Marie-Christine Fillou Isabelle Lafaye Stéphanie Mariage | 3 - 0          |
| Tennis de table          | Equipe Féminine 6-10                       | Anne Barnéoud Thu Kamkasomphou Audrey Le Morvan Claire Mairie           | 3 - 0          |